# Haplidia chaifensis
Haplidia chaifensis är en skalbaggsart som beskrevs av Ernst Gustav Kraatz 1882. Haplidia chaifensis ingår i släktet Haplidia och familjen Melolonthidae. Inga underarter finns listade i Catalogue of Life.